# Vochysia leguiana
Vochysia leguiana är en tvåhjärtbladig växtart som beskrevs av Macbride. Vochysia leguiana ingår i släktet Vochysia och familjen Vochysiaceae. Inga underarter finns listade i Catalogue of Life.